# Rafel Sastre
Rafel Sastre Reus né le 20 octobre 1975 à Binissalem sur l’île de Majorque, est un footballeur espagnol qui évolue au poste de latéral droit. Son frère cadet, Lluís Sastre, est également footballeur.

## Biographie
Le bilan de sa carrière professionnelle s'élève à 52 matchs en première division, et 311 matchs en deuxième division, pour 4 buts inscrits.

## Carrière
- 1995-1999 :  RCD Majorque B
- 1999-2001 :  Cádiz CF
- 2001-2011 :  Real Sporting de Gijón
- 2011-2012 :  SD Huesca
- 2012-2013 :  CD Atlético Baleares